# Berthold Bührer
Berthold Bührer (* 27. Juni 1908 in Amorbach; † 1. Juni 1996 ebenda) war ein deutscher Musiklehrer und Organist in Amorbach.

## Leben
Berthold Bührer wurde geboren als Sohn des Holzfabrikanten Rudolf Bührer und seiner Frau Eleonore. Er besuchte zuerst die Lateinschule in Amorbach und anschließend das Progymnasium in Miltenberg. Ab 1926 war er Schüler an der Städtischen Musikschule in Aschaffenburg und begann im Jahr 1929 Studien am Bayerischen Staatskonservatorium für Musik in Würzburg, an dem einer seiner Lehrer Hans Schindler war. Im Jahr 1938 schloss er sein Studium ab.
Im Jahr 1934 nahm Bührer die Stelle des Organisten und Kantors an der Abteikirche in Amorbach an. In den folgenden Jahren kümmerte er sich intensiv um die Musiklandschaft in Amorbach und dessen engerer Umgebung.

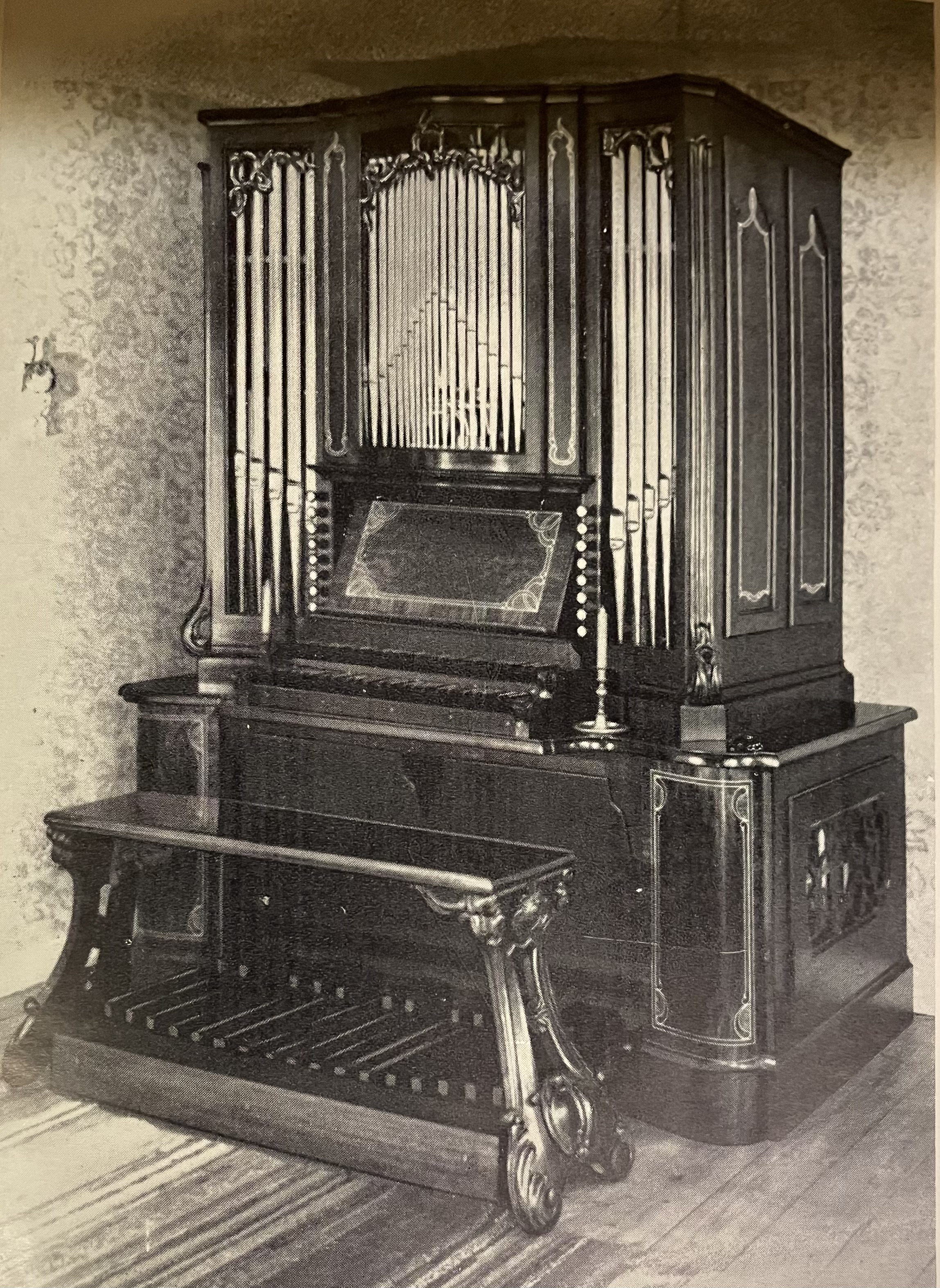
Die Hausorgel, kurz nach der Fertigstellung um 1940 im Haus Musica

Mit seiner Frau Toni, die Diplom-Musiklehrerin war, führte er im „Haus Musica“, ihrem Wohnhaus, eine Szene, die sich um Musik, Kunstgeschichte, Metaphysik und Philosophie drehte. Viele bekannte Persönlichkeiten der Zeit waren dort zu Gast, aber auch ihre Musikschüler gingen dort aus und ein. Im Jahr 1939 wurde im „Haus Musica“ eine kleine Orgel (Opus 216) der Firma Hermann Eule Orgelbau Bautzen eingebaut.
Zum Erntedankfest im Jahr 1994 beendete Berthold Bührer im Alter von 86 Jahren seine Tätigkeit als Organist an der Stumm-Orgel der Abteikirche.
Im Jahr 2006 verkaufte die Tochter Uta Veronika Friederich-Bührer die Orgel aus dem „Haus Musica“ an das Orgelmuseum Valley.

## Werk
- Organist (sechzig Jahre an der Abteikirche Amorbach), europaweit bekannter Kammermusiker[1].
- Erster ehrenamtlicher Leiter des Verkehrsbüros in Amorbach.
- Initiant zahlreicher Veranstaltungen wie Konzerte, Musiktage, Musikkreise.

## Ehrungen
- Bundesverdienstkreuz am Bande (20. Oktober 1970)[1][4]
- Titel Kirchenmusikdirektor der Evangelischen Kirche (1974)[1]
- Kulturpreis der Stadt Amorbach (1984)[1]